# Андрианово (Нижегородская область)
Андрианово — деревня в городском округе город Шахунья Нижегородской области. Население 190 (2010) человек

## Общая физико-географическая характеристика
Географическое положение
По автомобильным дорогам расстояние до областного центра города Нижнего Новгорода составляет 260 км, до административного центра города Шахунья — 31 км.
Часовой пояс
Андрианово, как и вся Нижегородская область, находится в часовой зоне МСК (московское время). Смещение применяемого времени относительно UTC составляет +3:00.

## История
До 1 ноября 2011 года входила в состав ныне упразднённого сельского поселения Красногорский сельсовет.

## Население
| 1999 | 2002 | 2010 |
| ---- | ---- | ---- |
| 295  | ↘242 | ↘190 |

Национальный состав
Согласно результатам переписи 2002 года, в национальной структуре населения русские составляли 98% из 242 человек.